# Verband Deutscher Freizeitparks und Freizeitunternehmen
Der Verband Deutscher Freizeitparks und Freizeitunternehmen e.V. (VDFU) ist ein Wirtschaftsverband der Freizeitparkbranche. Der Verband wird durch eine Geschäfts- und Servicezentrale in Berlin verwaltet.

## Gründung
Der VDFU wurde 1978 im Phantasialand in Brühl bei Köln gegründet. Der Beschluss zum Aufbau einer gemeinsamen Interessenvertretung speziell für Freizeitparks wurde bei einer Zusammenkunft von Branchenvertretern im Fort Fun Abenteuerland im nordrhein-westfälischen Hochsauerlandkreis gefasst. Gründungsmitglieder des VDFU waren: Archäologischer Park Xanten, Europa-Park Rust, Ferienzentrum Schloss Dankern, Fort Fun, Hansa-Land (heute: Hansa-Park), Holiday Park Haßloch, Karl-May-Festspiele Elspe, Phantasialand und Schloss Thurn. Das erste Ordentliche Mitglied, das dem Verband nach Gründung beitrat, war der Erse-Park in Uetze. Erstes Fördermitglied war die Mack GmbH & Co KG.

## Vorstand und Präsidium

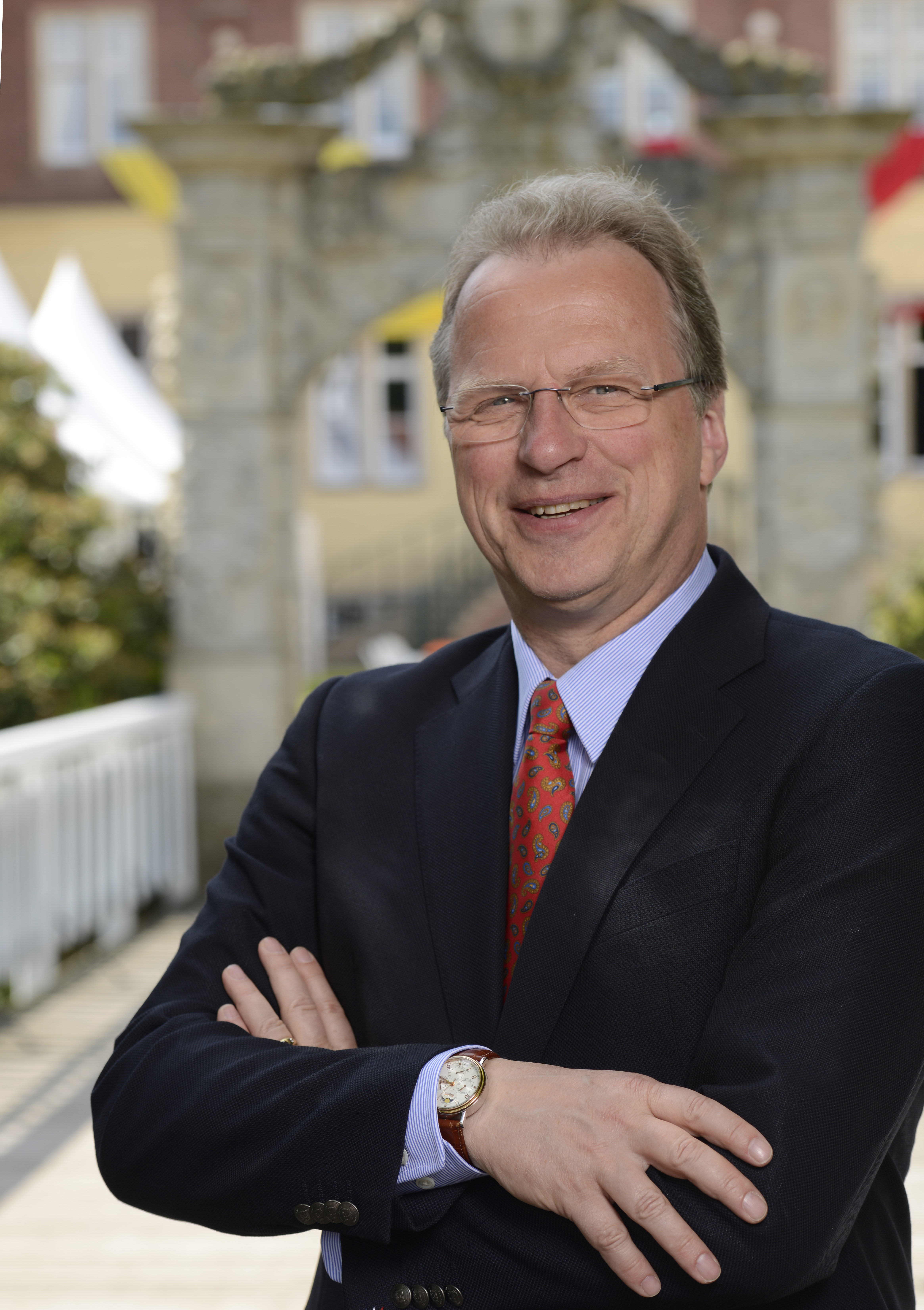
VDFU-Präsident Friedhelm Freiherr von Landsberg-Velen führt den Verband seit Februar 2020.

Der Vorstand des VDFU besteht aus dem Präsidenten, zwei Vize-Präsidenten, dem Schatzmeister sowie sechs Beisitzern. Mindestens einer der Beisitzer muss satzungsgemäß aus dem Kreis der Fördernden Mitglieder stammen.
Bei der Jahreshauptversammlung im Februar 2020 im Europa-Park in Rust wurde Friedhelm Freiherr von Landsberg-Velen, Inhaber des Ferien- und Freizeitzentrums Schloss Dankern, zum Verbandspräsidenten gewählt. Nicht mehr zur Wahl angetreten war der bisherige Verbandspräsident Klaus-Michael Machens. Er wurde ebenfalls einstimmig auf der Hauptversammlung zum Ehrenmitglied zu ernannt. Machens ist neben Roland Mack, Gründer und Geschäftsführer des Europa-Parks, das zweite Ehrenmitglied des Verbands. Mack war 1983 als Vorstandsmitglied und von 1984 bis 1992 als Vizepräsident im VDFU aktiv.

## Mitglieder
Mehr als 120 Freizeiteinrichtungen (Ordentliche Mitglieder) sowie über 160 Zuliefer-, Dienstleistungs- und Beratungsunternehmen (Fördernde Mitglieder) sind im VDFU vertreten. Seit dem Jahr 2003 hat sich die Zahl der Mitgliedsunternehmen um fast 40 Prozent erhöht.

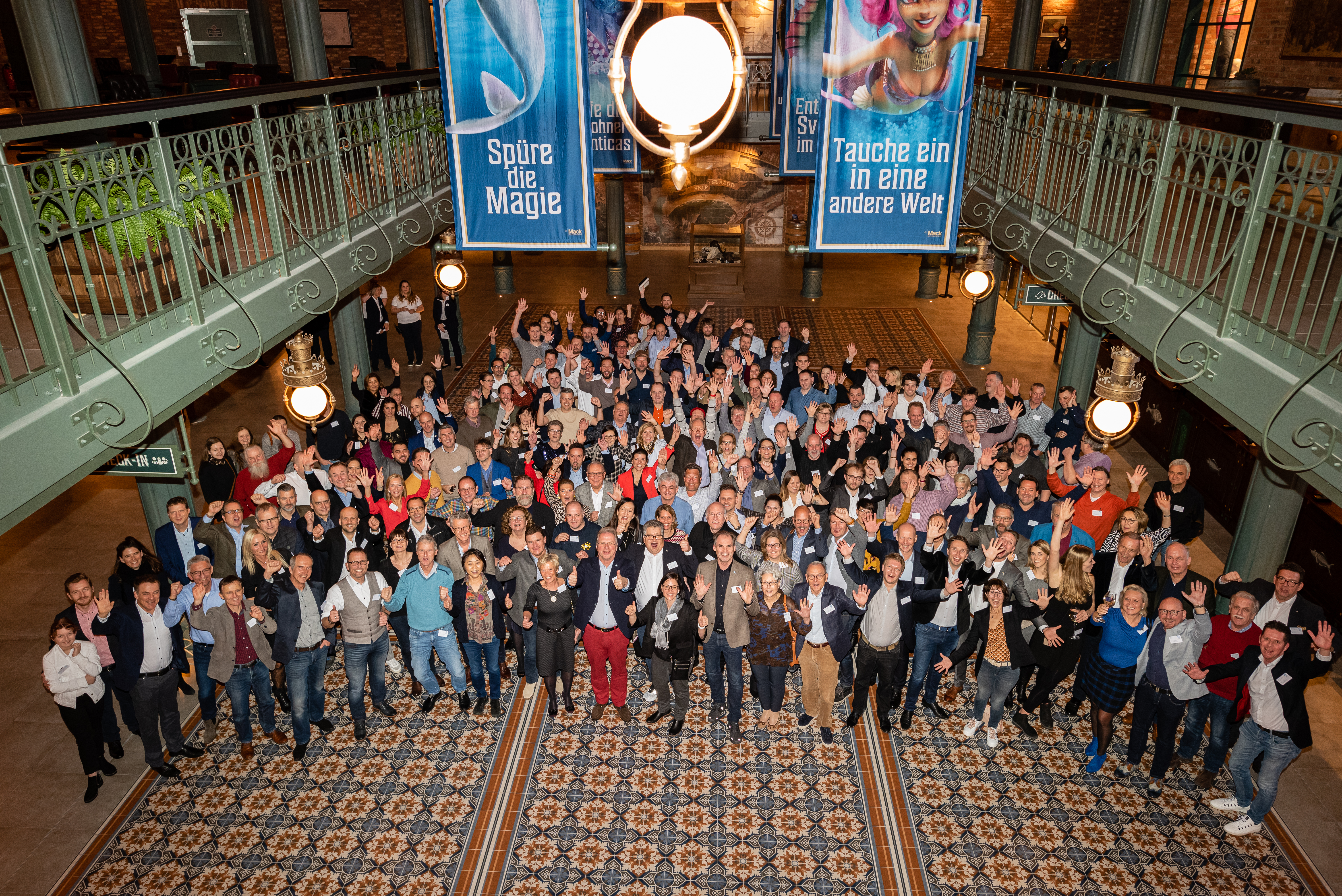
Die Verbandsmitglieder und Gäste beim VDFU Winterforum 2020 im Europa-Park.

Zum Kreis der Ordentlichen Mitglieder des VDFU zählen neben klassischen Freizeitparks auch Tier- und Themenparks, Wasserparks, Indoorattraktionen oder Museen. Die Angebote der Freizeiteinrichtungen überschneiden sich häufig und klare Abgrenzungen sind nicht immer möglich. Der VDFU beschränkt seine Mitglieder auf vornehmlich privatwirtschaftlich geführte, stationäre Freizeitparks und Freizeitunternehmen, die mindestens 100.000 Besucher pro Jahr empfangen sollten. Indoorattraktionen sollten eine Mindestfläche von 1000 m² anbieten und mindestens 75.000 pro Jahr empfangen. Über Aufnahmen entscheidet der Verbandsvorstand.

## Verbandszweck und Verbandsarbeit
Der VDFU bezweckt als nicht gewinnorientierter Berufsverband die Förderung und den Schutz der Berufs- und Standesinteressen seiner Mitglieder. Zudem übernimmt der Verband Aufgaben, die auf den Geschäftserfolg von Branche und Mitgliedsunternehmen ausgelegt sind. Eine Auswahl zentraler Inhalte der Verbandsarbeit sind nachfolgend aufgeführt.

## Die Rolle des VDFU e.V. in der Corona-Pandemie
Dem VDFU nahm in der Corona-Pandemie 2020 als Interessenvertretung eine entscheidende Rolle für die deutsche Freizeitparkbranche ein. Über den Verband als Sprachrohr konnte die Branche ihre Bedeutung für Wirtschaft und Tourismus darlegen, politische Unterstützung erwirken und Grundlagen für die Wiedereröffnung zur Sommersaison 2020 unter regional angepassten Auflagen legen.
Zu Beginn der Corona-Pandemie veröffentlichte der VDFU eine wissenschaftlich begleitete Fachexpertise zum Entwurf von Handlungsleitlinien für die Wiedereröffnung von Freizeitparks, die den Mitgliedsunternehmen wie auch zuständigen Behörden eine solide Grundlage für wirksame Hygienekonzepte lieferte.
Der VDFU veröffentlichte verschiedene Positionspapiere und Pressemeldungen. Dargelegt wurden u. a. die Auswirkungen der Schutzmaßnahmen auf die Branche, die wirtschaftliche Bedeutung der Freizeitwirtschaft und die Schutzvorkehrungen der Freizeiteinrichtungen.
Insbesondere der Tourismusbeauftragte der Bundesregierung, Thomas Bareiß, setzte sich unter Voraussetzung wirksamer Hygienekonzepte wiederholt für eine schrittweise Lockerung der betrieblichen Einschränkungen für Freizeitparks ein.
Die Forderungen des VDFU an die Politik erreichten über diverse Beiträge in verschiedenen Medien ein Millionenpublikum. Führende deutsche Tageszeitungen und Fernsehsender publizierten die Botschaften des VDFU in zahlreichen Artikeln und Berichten.
VDFU-Geschäftsführer Jürgen Gevers – damit Positionen des VDFU – konnten u. a. in der ZDF-Nachrichtensendung „heute“, dem Boulevardmagazin „Brisant“ (ARD) oder in mehreren Beiträgen des Nachrichtensenders n-tv platziert werden. Unverhoffte Reichweitensteigerung erhielten die Bemühungen des VDFU, als das Comedy-Duo Joko & Klaas in ihrer Show „Joko & Klaas gegen ProSieben“ den Siegespreis der vorhergehenden Sendung dafür einsetze, 15 Minuten lang das Programm von RTL auf Pro7 auszustrahlen. Im gezeigten „Corona-Spezial“ vertrat Gevers ebenfalls die Interessen des Verbands. Allein über die beiden Ausstrahlungen bei RTL und Pro7 wurden über 3,6 Millionen Zuschauer erreicht.
Auf Basis der Fachexpertise und Interessenvertretung des VDFU konnten nahezu alle im Verband vertreten Freizeiteinrichtungen zum Mai 2020 wieder Besucher empfangen. Auch Schausteller profitierten von den erwirkten Betriebsgenehmigungen unter Auflagen. Vielerorts wurden „Pop-Up-Freizeitparks“ oder „temporäre Freizeitparks“ aufgebaut, auf denen Schausteller ihre Angebote dem Publikum anbieten konnten, während Volksfeste bundesweit verboten waren. Grundlegende Voraussetzungen lieferten Hygienekonzepte der Freizeitparks, die Maßnahmen wie Zugangskontrollen, ein abgeschlossenes Gelände oder spezielle Hygienestandards für Fahrgeschäfte umfassten. Wegweisend war das „Düsselland“, das im Juni 2020 als erster temporärer Freizeitpark seine Pforten öffnete. Ideengeber und Veranstalter war Oscar Bruch jr., der als Vorstandsmitglied des VDFU für die enge Bindung von Schaustellern und Freizeitparks steht.